# استهلاك الطاقة

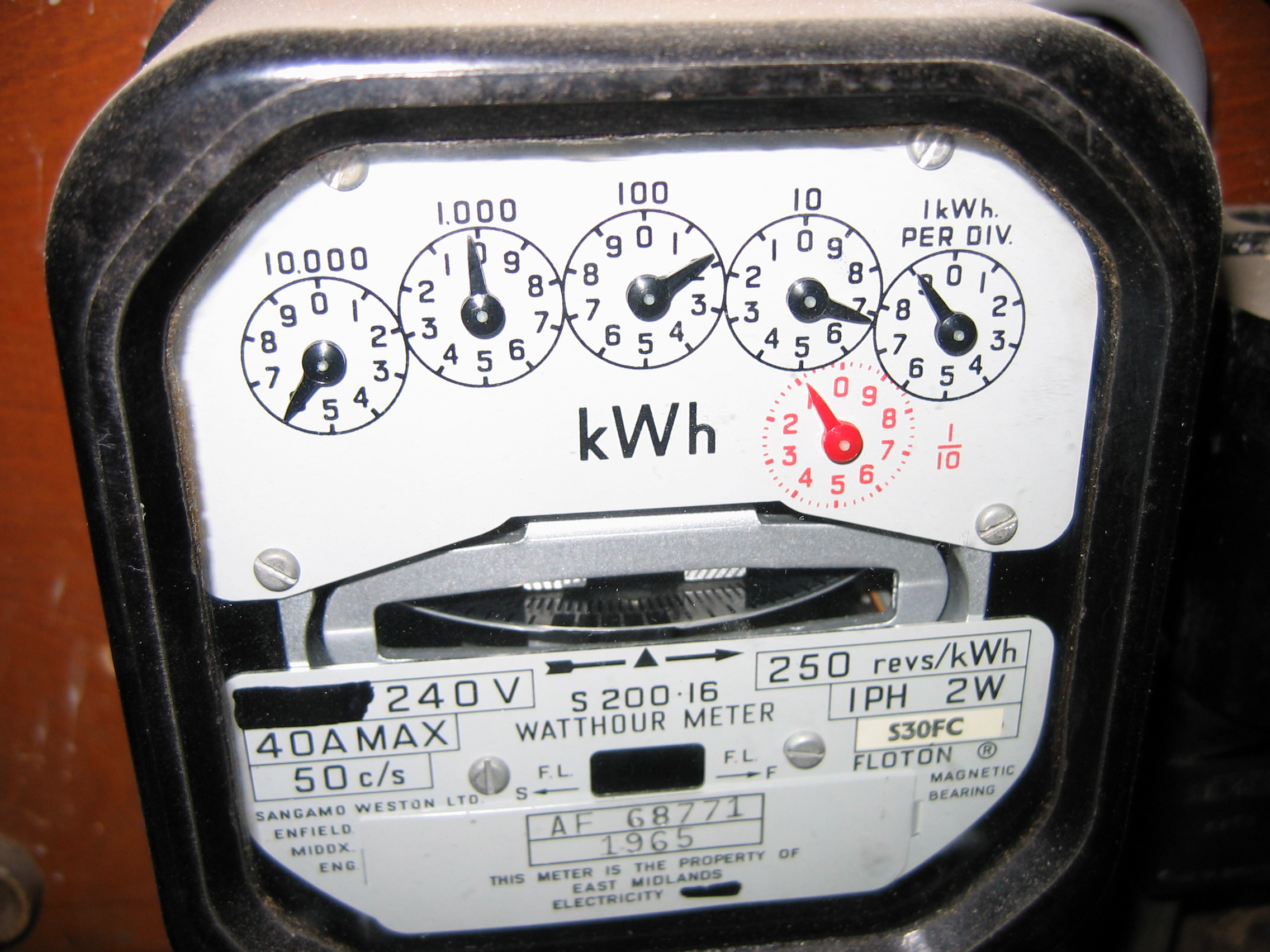
عداد كهرباء

استهلاك الطاقة هو مقدار الطاقة أو القدرة المستخدمة.

## الأحياء
في الجسم، يعد استهلاك الطاقة جزءًا من توازن الطاقة. وهو مشتق من الطاقة الغذائية. استهلاك الطاقة في الجسم هو نتاج معدل الأيض الأساسي ومستوى النشاط البدني. يتم تحديد مستوى النشاط البدني للبالغين غير الحوامل وغير المرضعات على أنه إجمالي ما ينفقه الشخص من طاقة (TEE) في فترة 24 ساعة، مقسومًا على معدل الأيض الأساسي (BMR):
{\displaystyle {\text{PAL}}={\frac {\text{TEE/24h}}{\text{BMR}}}}

## التركيبة السكانية
الموضوعات المتعلقة باستهلاك الطاقة بالمعنى الديموغرافي هي:
- إمدادات الطاقة في جميع أنحاء العالم
- استهلاك الطاقة العالمي
- استهلاك الطاقة المحلي
- استهلاك الطاقة الكهربائية

### آثار استهلاك الطاقة
- التأثير البيئي لصناعة الطاقة
  - الاحتباس الحرارى
- قانون وايت

### تخفيض استهلاك الطاقة
- الحفاظ على الطاقة، ممارسة تقليل كمية الطاقة المستخدمة
- استخدام الطاقة بكفاءة